# Ebisu Prime Square Tower
L'Ebisu Prime Square Tower (恵比寿プライムスクエアタワー) est un gratte-ciel construit à Tokyo en 1997 (d'après Skyscraperpage et le site japonais Blue-Style, en 1995 d'après Emporis). L'immeuble mesure 110 mètres de hauteur.
L'immeuble a été conçu par l'agence d'architecture de la société Taisei Corporation